# 王鉉 (景泰進士)
王鉉（1420年—？），字廷器，浙江杭州府臨安縣人，民籍，明朝政治人物。進士出身。

## 生平
浙江鄉試第五十八名。景泰五年（1454年）甲戌科會試第四十二名，殿試登進士第二甲第七名。

## 家族
曾祖王思善。祖父王銓。父王瑾。